# Resolutie 1867 Veiligheidsraad Verenigde Naties
Resolutie 1867 van de Veiligheidsraad van de Verenigde Naties werd unaniem door de Veiligheidsraad van de Verenigde Naties aangenomen op 26 februari 2009, en verlengde de VN-vredesmacht in Oost-Timor met een jaar.

## Achtergrond
Nadat Portugal zijn kolonies losgelaten had, werd Oost-Timor eind 1975 na een korte burgeroorlog onafhankelijk. Korte tijd later viel Indonesië het land binnen en brak een oorlog uit, waarna Oost-Timor werd ingelijfd. Een deel van de bevolking van Oost-Timor bleef tussen 1975 en 1999 echter strijden voor onafhankelijkheid. Op 12 november 1991 vielen Indonesische militairen demonstranten in Dili aan, waarbij meer dan 250 doden vielen. In 1999 stemde Indonesië in met een volksraadpleging over meer autonomie of onafhankelijkheid, waarop het merendeel van de bevolking voor onafhankelijkheid koos.
Op 11 februari 2008 vielen rebellerende soldaten, die in 2006 waren ontslagen uit het leger, de woning van president José Ramos-Horta en de auto van premier Xanana Gusmao in de hoofdstad Dili aan. De president werd daarbij zwaargewond door verschillende kogels en werd naar Australië overgebracht. De rebellenleider Alfredo Reinado werd doodgeschoten. De premier bleef ongedeerd en kondigde de noodtoestand af, maar de aanslagen leidden niet tot nieuw geweld in het land.

## Inhoud
Sinds de crisis in 2006 en de gebeurtenissen op 11 februari 2008 was de situatie in Oost-Timor al veel verbeterd. Doch bleef deze nog fragiel. Op 31 augustus 2008 was een zes weken durende wapeninzameling afgelopen. De ingezamelde wapens waren vervolgens vernietigd. Ook waren intussen al veel ontheemden teruggekeerd naar hun huizen. Wel was er bezorgdheid om de stijgende armoede onder de bevolking.
De Veiligheidsraad verlengde het mandaat van de UNMIT-vredesmacht in Oost-Timor tot 26 februari 2010. Op alle partijen in het land werd aangedrongen te blijven werken aan de dialoog, vrede, democratie, orde, sociale en economische ontwikkeling, mensenrechten en verzoening. UNMIT werd gevraagd de verkiezingen, die er nog in 2009 aan kwamen, te ondersteunen. Ook moest de politiecomponent van UNMIT de Oost-Timorese politie ondersteunen terwijl die geleidelijk aan meer verantwoordelijkheden overnam.

## Verwante resoluties
- Resolutie 1745 Veiligheidsraad Verenigde Naties (2007)
- Resolutie 1802 Veiligheidsraad Verenigde Naties (2008)
- Resolutie 1912 Veiligheidsraad Verenigde Naties (2010)
- Resolutie 1969 Veiligheidsraad Verenigde Naties (2011)

Lijst ·  1860 ·  1861 ·  1862 ·  1863 ·  1864 ·  1865 ·  1866 ·  1867 ·  1868 ·  1869 ·  1870 ·  1871 ·  1872 ·  1873 ·  1874 ·  1875 ·  1876 ·  1877 ·  1878 ·  1879 ·  1880 ·  1881 ·  1882 ·  1883 ·  1884 ·  1885 ·  1886 ·  1887 ·  1888 ·  1889 ·  1890 ·  1891 ·  1892 ·  1893 ·  1894 ·  1895 ·  1896 ·  1897 ·  1898 ·  1899 ·  1900 ·  1901 ·  1902 ·  1903 ·  1904 ·  1905 ·  1906 ·  1907